# Berggentiaanblauwtje
Het berggentiaanblauwtje (Maculinea rebeli, voorheen geplaatst in geslachten Phengaris en Glaucopsyche) is een vlinder uit de familie Lycaenidae (kleine pages, vuurvlinders en blauwtjes).
De spanwijdte bedraagt 17 tot 19 millimeter. Hij lijkt veel op het gentiaanblauwtje, maar komt op andere plaatsen voor: op droge en subalpiene graslanden. Volgens sommige auteurs gaat het echter om dezelfde soort. De soort is bekend uit Europa en de Kaukasus, maar over de precieze verspreiding is vanwege de recente afsplitsing van het gentiaanblauwtje niet alles nog bekend. De soort gaat in Europa sterk achteruit. In Nederland en België komt de soort niet voor, uit Wallonië is hij verdwenen. Hij staat als "kwetsbaar" op de Rode Lijst van de IUCN, vanwege verlies van habitat. De vlinder vliegt op hoogtes van 650 tot 2250 meter boven zeeniveau. De vliegtijd is van eind juni tot en met augustus.
De waardplanten van het berggentiaanblauwtje zijn kruisbladgentiaan en Gentiana germanica. De soort overwintert als rups of pop, in het nest van kokermieren of Myrmica sulcinodis. De rupsen en poppen van het berggentiaanblauwtje worden door de mieren verzorgd en beschermd, en krijgen zelfs voorrang op eigen kroost. Een deel van de verklaring wordt gegeven door akoestische mimicry: in het nest van de kokersteekmier (Myrmica schencki) maken de rupsen en poppen een raspend geluid dat het geluid van de mierenkoningin nabootst.